# Тайсон, Майк (игрок в американский футбол)
Майкл Джамонте Тайсон (англ. Michael Jamont'e Tyson; 27 июля 1993, Норфолк, Виргиния) — профессиональный американский футболист, выступающий на позиции сэйфти. В НФЛ играл в составе клуба «Хьюстон Тексанс». На студенческом уровне выступал за команду университета Цинциннати. На драфте НФЛ 2017 года был выбран в шестом раунде.

## Биография
Майкл Тайсон родился 27 июля 1993 года в Норфолке в штате Виргиния. Он учился в старшей школе Лейк-Тейлор, выпускной год провёл в военной академии Харгрейв. В школьных футбольных командах он играл в защите и принимающим. В 2013 году Тайсон занимал 27 место в рейтинге выпускников подготовительных школ по версии сайта 247Sports. После окончания школы он поступил в университет Цинциннати.

### Любительская карьера
В футбольном турнире NCAA Тайсон дебютировал в 2013 году, сыграв в семи матчах. В 2014 году он принял участие в тринадцати играх, три из них начал в стартовом составе. В третьем сезоне в команде он провёл десять игр. Перед сезоном 2016 года Тайсон стал игроком стартового состава «Цинциннати» и в десяти матчах турнира сделал пять перехватов и 4,5 захвата с потерей ярдов.

#### Статистика выступлений в NCAA
| Сезон | Команда             | Игры | Захваты | Захваты | Захваты | Захваты | Захваты | Перехваты | Перехваты | Перехваты | Перехваты | Перехваты | Фамблы | Фамблы | Фамблы | Фамблы |
| Сезон | Команда             | Игры | Solo    | Ast     | Tot     | Loss    | Sk      | Int       | Yds       | Y/R       | TD        | PD        | FR     | Yds    | TD     | FF     |
| ----- | ------------------- | ---- | ------- | ------- | ------- | ------- | ------- | --------- | --------- | --------- | --------- | --------- | ------ | ------ | ------ | ------ |
| 2013  | Цинциннати Беаркэтс | 7    | 8       | 10      | 18      | 0,5     | 0,0     | 2         | 103       | 51,5      | 0         | 1         | 0      | 0      | 0      | 0      |
| 2014  | Цинциннати Беаркэтс | 13   | 14      | 27      | 41      | 0,5     | 0,0     | 0         | 0         | 0,0       | 0         | 1         | 1      | 0      | 0      | 0      |
| 2015  | Цинциннати Беаркэтс | 10   | 21      | 11      | 32      | 2,0     | 0,0     | 0         | 0         | 0,0       | 0         | 4         | 0      | 0      | 0      | 0      |
| 2016  | Цинциннати Беаркэтс | 10   | 29      | 17      | 46      | 4,5     | 0,0     | 5         | 31        | 6,2       | 0         | 5         | 0      | 0      | 0      | 0      |
| Всего | Всего               | 40   | 72      | 65      | 137     | 7,5     | 0,0     | 7         | 134       | 19,1      | 0         | 11        | 1      | 0      | 0      | 0      |

### Профессиональная карьера
Перед драфтом НФЛ 2017 года аналитик сайта лиги Лэнс Зирлейн характеризовал Тайсона как игрока с хорошим чутьём, успешного в защите против выносного нападения. Проблемы с игрой в прикрытии могли ограничить его использование построениями, в которых сэйфти располагается у линии скриммиджа. Тайсон не обладал достаточной массой для игры против тайт-эндов. Зирлейн выделял его технику захватов, умение действовать против ресиверов на маршрутах, к минусам он относил недостаточную подвижность и слабые навыки игры по мячу.
На драфте Тайсон был выбран «Сиэтлом» в шестом раунде. Сообщалось, что тренерский штаб команды заранее обсуждал с ним возможность перехода на позицию корнербека. В мае он подписал четырёхлетний контракт на общую сумму около 2,5 млн долларов. Большую часть своего дебютного сезона Тайсон провёл в тренировочном составе «Сиэтла». В основной ростер его перевели в середине декабря, но в регулярном чемпионате он на поле не выходил. Летом 2019 года он сыграл за «Сихокс» в четырёх предсезонных матчах, сделав десять захватов, но затем был отчислен. В сентябре он стал игроком тренировочного состава «Хьюстон Тексанс», а в октябре был переведён в основной ростер команды. За «Хьюстон» Тайсон сыграл в десяти матчах. Тренерский штаб задействовал его в составе специальных команд и как игрока ротации в защите. В январе он получил травму колена и не смог принять участие в играх плей-офф. В мае 2019 года «Тексанс» отчислили его, после чего Тайсон перешёл в «Грин-Бэй Пэкерс».
В официальных матчах за «Пэкерс» он не играл и был отчислен в сентябре 2019 года. После этого Тайсон пропустил два сезона. В январе 2021 года он заключил соглашение с клубом Канадской футбольной лиги «Торонто Аргонавтс». В июле его отчислили.

#### Статистика выступлений в НФЛ

##### Регулярный чемпионат
| Сезон | Команда         | Игры | Захваты | Захваты | Захваты | Захваты | Захваты | Перехваты | Перехваты | Перехваты | Перехваты | Перехваты | Фамблы | Фамблы | Фамблы | Фамблы |
| Сезон | Команда         | Игры | Solo    | Ast     | Tot     | Loss    | Sk      | Int       | Yds       | Y/R       | TD        | PD        | FR     | Yds    | TD     | FF     |
| ----- | --------------- | ---- | ------- | ------- | ------- | ------- | ------- | --------- | --------- | --------- | --------- | --------- | ------ | ------ | ------ | ------ |
| 2018  | Хьюстон Тексанс | 10   | 3       | 2       | 5       | 0       | 0,0     | 0         | 0         | 0,0       | 0         | 1         | 0      | 0      | 0      | 0      |
| Всего | Всего           | 10   | 3       | 2       | 5       | 0       | 0,0     | 0         | 0         | 0,0       | 0         | 1         | 0      | 0      | 0      | 0      |